# Castello di Longford
Il Castello di Longford è un castello collocato lungo le rive del fiume Avon a sud di Salisbury, nella parrocchia civikle di Odstock nel Wiltshire, Inghilterra. Il castello è sede della famiglia dei conti di Radnor, nonché uno dei migliori esempi di case prodigio di epoca elisabettiana.

## Storia

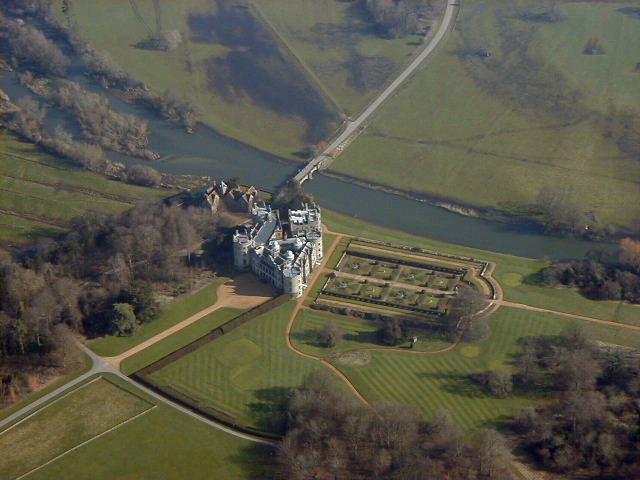
Il castello di Longford dall'alto

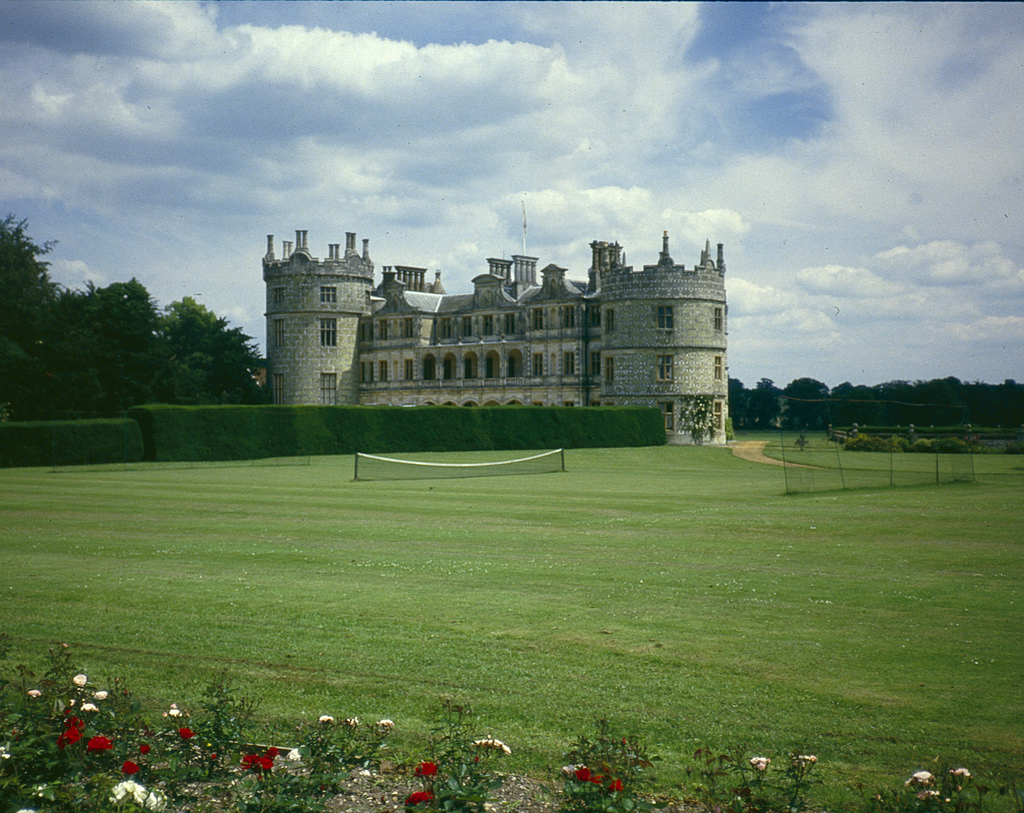
Retro del castello di Longford

Nel 1573 Thomas Gorges acquisì il maniero (all'epoca noto col nome di "Langford"), che originariamente era di proprietà della famiglia Servington (o Cervington). La costruzione precedente era stata danneggiata da un incendio. Nel 1576 circa Thomas Gorges sposò Helena Snakenborg, vedova del marchese di Northampton di origini svedesi, nonché dama di compagnia della regina Elisabetta I. La coppia ricostruì la proprietà di Longford sul modello dei castelli di forma triangolare svedesi sulle rive del fiume Avon. Il lavoro di costruzione divenne estremamente costoso a causa dei problemi del sottosuolo. Sir Thomas Gorges, che all'epoca era governatore del castello di Hurst, persuase sua moglie a chiedere alla regina il permesso di recuperare un bottino di un relitto appartenuto ad una nave dell'Invincibile Armada. L'oro e l'argento ricavato dal relitto servirono per completare il castello sotto la supervisione finale di John Thorpe, nel 1591. La famiglia visse nel castello per diversi anni prima del suo definitivo completamento.
La costruzione principale disponeva di diversi piani ed era di forma triangolare con una torre rotonda ad ogni angolo; le tre torri rappresentavano il Padre, il Figlio e lo Spirito Santo. Vi erano anche una cappella, una cucina, diverse sale e camere da letto. Acqua fresca poteva essere pompata ai vari piani attraverso un sistema di pompe interne. Vi era anche un parco con frutteto e una cucina esterna.
Nel 1717 il castello di Longford divenne sede della famiglia Bouverie quando venne acquistato da Sir Edward des Bouverie delle Coleraines. Sir Edward si innamorò letteralmente del castello e del luogo. Le successive generazioni della famiglia abbellirono l'interno del castello ed il parco circostante. Ad ogni modo Jacob, II conte di Radnor (1749-1828), impiegò James Wyatt per tramutare Longford dal modesto castello che era in un palazzo di forma esagonale. Per far ciò l'architetto distrusse una delle torri elisabettiane e la rimpiazzò con una più grande da lui disegnata, aggiungendo due torri ulteriori e collegandole l'una all'altra. Il progetto, ad ogni modo, rimase incompleto e fu Jacob, IV conte di Radnor (1815-1889), ad apportare gli ultimi significativi cambiamenti all'architettura del castello, con progetto di Anthony Salvin. Fra questi vi fu la creazione di un secondo cortile, e l'aggiunta di un torrione quadrato.
La residenza è attualmente sede di William Pleydell-Bouverie, IX conte di Radnor, ed è aperta al pubblico durante determinati periodi dell'anno.